# Marijina prikazovanja v Medžugorju
Marijina prikazovanja v Medžugorju so domnevna prikazovanja svete Marije. Začela so se 24. junija 1981 v vasi Bijakovići, natančneje na hribu Crnica, v Župniji Medžugorje, Škofija Mostar - Duvno, Bosna in Hercegovina.

## Zgodovina
24. junija 1981 so se na hribu Crnica v vasi Bijakovići, ki je sosednja vas od Medžugorja, začela domnevna Marijina prikazovanja, ki so se od takrat dogajala vsakodnevno šestim vidcem. Ti so:
- Jakov »Jakša« Čolo
- Ivan Dragićević
- Mirjana Dragićević (poročena Dragićević Soldo)
- Ivanka Ivanković (poročena Ivanković Elez)
- Vida »Vicka« Ivanković (poročena Ivanković Mijatović)
- Marija Pavlović (poročena Pavlović Lunetti).

Kljub pritiskom komunističnih oblasti so se kmalu začeli romarji množično zgrinjati v Medžugorje. Za romarje so ves čas skrbeli frančiškani kot upravitelji župnije. Tedanji mostarsko-duvnovski škof Pavao Žanić je zaradi Marijinih sporočil v prid dvema neposlušnima frančiškanskima patroma – kaplanoma v Mostarju, postal prikazovanjem nenaklonjen. Njegov naslednik Ratko Perić, mostarski ordinarij od leta 1993, je svoje stališče podobno opredelil kot negativno. Med tistimi, ki so prikazovanjem naklonjeni, je priznani francoski mariolog René Laurentin ter tudi nekdanji papež Janez Pavel II.
Vidci imajo danes videnja različno pogosto. Nekatera videnja imajo javno ob množici prisotnih vernikov, nekatera pa zasebno. Marijina sporočila zapisujejo in jih objavljajo. Glavni poudarki sporočil so spreobrnjenje, post, molitev, rožni venec, obhajilo, pokora. Medžugorje je do danes postalo svetovno znan romarski kraj. O njem je bilo izdano veliko knjig in periodične literature.

## Uradno stališče Cerkve

### Preiskovalne komisije
Cerkev je do sedaj za preiskovanje prikazovanj ustanovila tri komisije, dve od njih sta tudi podali svoji uradni izjavi:
| Instanca Cerkve   | Ustanovitelj komisije              | Predsednik komisije               | Delovanje                        | Rezultat                                                                   |
| ----------------- | ---------------------------------- | --------------------------------- | -------------------------------- | -------------------------------------------------------------------------- |
| Lokalna Cerkev    | Škofija Mostar - Duvno             | Pavao Žanić (mostarski škof)      | 11. januarja 1982 – 2. maj 1986  | »Non constat de supernaturalitate« (Ni gotovo, če gre za nadnaravni pojav) |
| Regionalna Cerkev | Jugoslovanska škofovska konferenca | Franjo Komarica (banjaluški škof) | 9. januar 1987 – april 1990      | »Non constat de supernaturalitate« (Ni gotovo, če gre za nadnaravni pojav) |
| Globalna Cerkev   | Kongregacija za nauk vere          | Camillo Ruini (kardinal v pokoju) | 17. marec 2010 – 17. januar 2014 | papež še ni objavil rezultata                                              |

Opomba: Pri preiskovanjih tako imenovanih zasebnih razodetjih rezultat predvideva eno izmed treh možnosti:
1. Constat de supernaturalitate (Gotovo gre za nadnaravni pojav): ugotovljeno je pristno čudežno posredovanje nebes
2. Constat de non supernaturalitate (Gotovo ne gre za nadnaravni pojav): ugotovljena je nepristnost pojava, vsled pomanjkanja dokazov o čudežu oziroma doktrinalnih nesoglasij; lahko gre tudi za delovanje demona
3. Non constat de non supernaturalitate (Ni gotovo, če gre za nadnaravni pojav): ni ugotovljeno, ali gre ali ne gre za nadnaravni pojav; izjava se ne izreka z »da« ali »ne«, pač pa z »ne vem«; tak rezultat je odprt za nadaljnja preiskovanja.[5]

### Jugoslovanska škofovska konferenca
Jugoslovanska škofovska konferenca je dne 10. aprila 1991 izdala tako imenovano Zadarsko izjavo, ki je od tedaj veljala za uradno izjavo najvišje Cerkvene avtoritete. Ta se glasi:
| Hrvaško besedilo | Slovensko besedilo (neuradni prevod) |
| --- | --- |
| Na redovnom zasjedanju Biskupske konferencije Jugoslavije u Zadru, 9-11. travnja 1991, usvojena je slijedeća I Z J A V A Na temelju dosadašnjeg istraživanja ne može se ustvrditi da se radi o nadnaravnim ukazanjima i objavama. Međutim, brojna okupljanja vjernika s raznih strana koji u Međugorje dolaze potaknuti i vjerskim i nekim drugim motivima zahtijevaju pažnju i pastoralnu skrb prvenstveno dijecezanskog biskupa, a s njime i drugih biskupa, kako bi se u Međugorju, i povezano s njime, promicala zdrava pobožnost prema Blaženoj Djevici Mariji, u skladu s učenjem Crkve. U tu svrhu biskupi će izdati i posebne prikladne liturgijsko-pastoralne smjernice. Isto tako preko svojih će Komisija i dalje pratiti i istraživati cjelokupno događanje u Međugorju. Biskupi Jugoslavije Zadar, 10. travnja 1991. | Na rednem zasedanju Jugoslovanske škofovske konference v Zadru, 9–11. aprila 1991, je sprejeta sledeča I Z J A V A Na podlagi dosedanjega preiskovanja ni mogoče zatrditi, da gre za nadnaravna prikazovanja in razodetja. Vendar pa številna zbiranja vernikov iz raznih krajev, ki prihajajo v Medžugorje tako iz verskih kot katerih drugih vzgibov, zahtevajo pozornost in pastoralno skrb v prvi vrsti krajevnega škofa, poleg njega pa tudi drugih škofov, da bi se v Medžugorju in z njim v povezavi odvijala zdrava pobožnost do Blažene Device Marije, v skladu s Cerkvenim naukom. Poleg tega bodo škofje izdali tudi ustrezne liturgijsko pastoralne smernice. Pravtako bo komisija s svojimi člani še naprej spremljala in preiskovala vse dogajanje v Medžugorju. Jugoslovanski škofje Zadar, 10. aprila 1991. |

Do liturgijsko pastoralnih smernic in nadaljevanja preiskovanja ni prišlo, saj se je leta 1992 začela vojna v Bosni in Hercegovini in na Hrvaškem, leta 1993 je Jugoslovanska škofovska konferenca uradno razpadla in nasledile so jo njene pravne naslednice, med njimi Škofovska konferenca Bosne in Hercegovine, ki pa nove preiskovalne komisije ni ustanovila.
Uradno stališče mostarskega škofa je od leta 1991 naprej stališče Zadarske izjave. Škof Ratko Perić je sicer v pismu generalnemu tajniku francoskega tednika Famille Chrétienne (»Krščanska družina«) leta 1997 zapisal, da »je moje prepričanje in stališče ne samo Non constat de supernaturalitate, pač pa tudi: Constat de non supernaturalitate medžugorskih prikazovanj in razodetij,« vendar je tajnik Kongregacije za nauk vere, kardinal Tarcisio Bertone, to komentiral, da je Perićeva izjava zgolj njegovo osebno prepričanje, ki ga ima sicer kot mostarski škof pravico izreči.

### Sveti sedež
Ruinijeva komisija je izsledke raziskave izročila v nadaljnjo obravnavo Kongregaciji za nauk vere, ta je junija 2015 papežu Frančišku predala končno poročilo, na papežu pa ostaja odločitev, ali izsledke sprejme ter ali jih objavi. O sami komisiji je papež dejal, da so bili v njej dobri teologi, škofje in kardinali. Dobri, dobri, dobri. Tudi poročilo je ocenil kot zelo, zelo dobro. Po nekaterih izjavah sodeč se papež nagiba, da bi priznal prva prikazovanja. Nekoliko podrobnejše pojasnilo o izsledkih Ruinijeve komisije je papež podal na tiskovni konferenci, ki je potekala med poletom iz Fatime v Rim 13. maja 2017. Takrat je povedal:
| Izjava papeža Frančiška o izsledkih Ruinijeve komisije |
| --- |
| Načeloma je treba ločiti tri stvari: - O prvih prikazovanjih, ko so bili [vidci] še otroci, poročilo [Ruinijeve komisije] bolj ali manj pravi, da je treba s preiskovanjem nadaljevati. - Glede domnevnih današnjih prikazovanj poročilo izraža dvome. Osebno sem bolj »navihane sorte«. Raje imam Marijo kot mater, našo mater, in ne kot telegrafistko, ki vsak dan pošlje sporočilo ob določeni uri. To ni Jezusova mati. In ta domnevna prikazovanja nimajo neke posebne vrednosti. To pravim kot moje osebno mnenje. Kdo misli, da bi Marija rekla: »Pridite jutri ob tem času in takrat bom vidcu predala sporočilo?« Ne. Je razlika med tema dvema vrstama sporočil. - Tretjič – pravo bistvo Ruinijevega poročila: duhovna resničnost, pastoralna resničnost. Ljudje gredo tja in se spreobrnejo, ljudje, ki srečajo Boga, ki spremeni njihova življenja. Za to ni čarobne paličice. Te duhovno-pastoralne resničnosti ni mogoče zanikati. Da bi lahko gledali na vso zadevo upoštevajoč vse te izsledke, vse odzive, ki so mi jih poslali teologi, je bil imenovan škof, dober – dober, ker ima izkušnje – da bi preveril, kako poteka pastoralni del. In na koncu bo dana kakšna izjava. |

11. februarja 2017 je papež Frančišek imenoval Henryka Hoserja, poljskega nadškofa (osebni naziv) Škofije Varšava-Praga, za posebnega odposlanca Svetega sedeža za Medžugorje. Njegova naloga je bila seznaniti se o stanju pastorale in potrebah vernikov, ter na podlagi tega predlagati smernice za prihodnost. V Medžugorje je prispel 30. marca. 5. aprila je imel v Medžugorju novinarsko konferenco, na kateri je predstavil pregled dejavnosti, ki se organizirajo v kraju, skupaj z nekaj statističnimi podatki. Ob zaključku konference je novinarjem dejal: »Vi, dragi prijatelji, bi morali biti prenašalci vesele novice. Recite celemu svetu, takole, v Medžugorju lahko ponovno najdemo svetlobo. Potrebujemo ta posebna mesta svetlobe v svetu, ki tone v mrak. Želel bi vam tudi, da se vpišete na kakšen seminar tu, na neko temo, da odkrijete nekaj, kar si ne morete niti predstavljati.«
Sveti sedež je nato 12. maja 2019 dovolil češčenje v Medžugorju in odobril romanja, ki jih odslej lahko uradno organizirajo tudi duhovniki in škofje. To sicer ne pomeni potrditve znanih dogodkov, ki še zahtevajo preverjanje s strani Cerkve.
Henryk Hoser je umrl 13. avgusta 2021 v Varšavi. Papež Frančišek je zatem 27. novembra 2021 imenoval novega apostolskega odposlanca, italijanskega nadškofa in upokojenega nuncija Alda Cavallija.

## V popularni kulturi
Leta 1995 je bil izdan film o Medžugorju z naslovom Gospa, ki govori o začetkih prikazovanja in predvsem komunističnem preganjanju glavnih akterjev. Film je režiral Jakov Sedlar, glavno vlogo patra Joza Zovka pa je odigral ameriški igralec Martin Sheen. Film je prejel nagrado zlata vrata Pulja (nagrada občinstva za najboljši film) na 42. Puljskem filmskem festivalu leta 1996. S proračunom 5 milijonov $ velja film za najdražji hrvaški film do danes.
V režiji Juana Manuela Cotela je 2013 izšel film Marijina zemlja (Tierra de María). Govori o odvetniku, ki kot hudičev advokat izprašuje ljudi, ki trdijo, da so doživeli mistična srečanja z Devico Marijo. Med njimi so nekdanji svetovalec ameriške vlade John Rick Miller, kolumbijska manekenka Amada Rosa Pérez in pevka Lola Falana. Režiser združuje dokumentarne, humorne in dramatične prvine vohunskih trilerjev ter odpira vprašanja o človekovi duhovnosti in Bogu. Pomembno vlogo imajo različna mesta Marijinega prikazovanja, zlasti Medžugorje.